# Reserva natural Casa de Piedra
La reserva natural Casa de Piedra es un área natural protegida ubicada en el departamento Puelén, en la provincia argentina de La Pampa. Abarca el sector pampeano del embalse de Casa de Piedra y su entorno inmediato, correspondientes a la ecorregión monte de llanuras y mesetas.
Fue creada mediante la Ley Provincial n.º 1475/93, que establece en uno de sus apartados la necesidad de coordinar acciones con la provincia de Río Negro, a los fines de dar protección a la totalidad del lago y su entorno, compartido por ambos estados provinciales.

## Ubicación y acceso
La reserva se encuentra en la región suroeste de la provincia, aproximadamente en torno a la posición 38°10′51″S 67°10′50″O / -38.18083, -67.18056. Se accede por la RN 152 o las rutas provinciales RP 34 y RP 6.

## Biodiversidad
La ecorregión monte de llanuras y mesetas que caracteriza la reserva, presenta rasgos diferenciales por la existencia de terrazas y paleocauces, ríos "muertos" que recuperan algo de su caudal ante instancias excepcionales de abundantes lluvias.

La cobertura vegetal incluye especies de agrupaciones abiertas de jarilla hembra (Larrea divaricata), jarilla macho (Larrea cuneifolia) y tomillo (Troncosoa seriphioides), alternando con pastizales de (Stipa tenuis).
Si bien no se han realizado investigaciones detalladas de la fauna, se puede asimilar a la registrada para el sector del entorno al embalse perteneciente a la provincia de Río Negro. En esta zona se ha observado la presencia de ejemplares de quirquincho grande (Chaetophractus villosus), piche patagónico (Zaedyus pichiy), puma (Puma concolor), gato montés (Oncifelis geoffroyi), zorro gris (Pseudalopex griseus), zorrino patagónico (Conepatus humboldtii), huroncito (Lyncodon patagonicus), hurón menor (Galictis cuja), ratón rojizo (Akodon molinae), laucha colilarga (Eligmodontia puerulus), mara (Dolichotis patagonum), cuis común (Galea musteloides), coipo (Myocastor coypus) y tucu tucu de Río Negro (Ctenomys rionegrensis).
Las aves están ampliamente representadas, en especial aquellas de hábito acuático, como el coscoroba (Coscoroba coscoroba), el cisne cuello negro (Cygnus melancoryphus), los patos colorado (Anas cyanoptera), cuchara (Anas platalea), capuchino (Anas versicolor) y picazo (Netta peposaca), el flamenco austral (Phoenicopterus chilensis), las garcitas bueyera (Bubulcus ibis) y blanca (Egretta thula), la gallareta chica (Fulica leucoptera) y la garza blanca	(Ardea alba), entre otras.